# Skånska partiet
Skånska partiet (skåningarna) var det oftast använda namnet på en gruppbildning i första kammaren i den svenska riksdagen vid riksdagarna 1873-1885. Gruppen, vars centralgestalt var den skånske godsägaren Jules Stjernblad, hade en regeringsvänlig, gammalliberal framtoning med förankring i handels- och jordbruksnäringarna. En efterföljare från 1885 är första kammarens center.